# Geniza

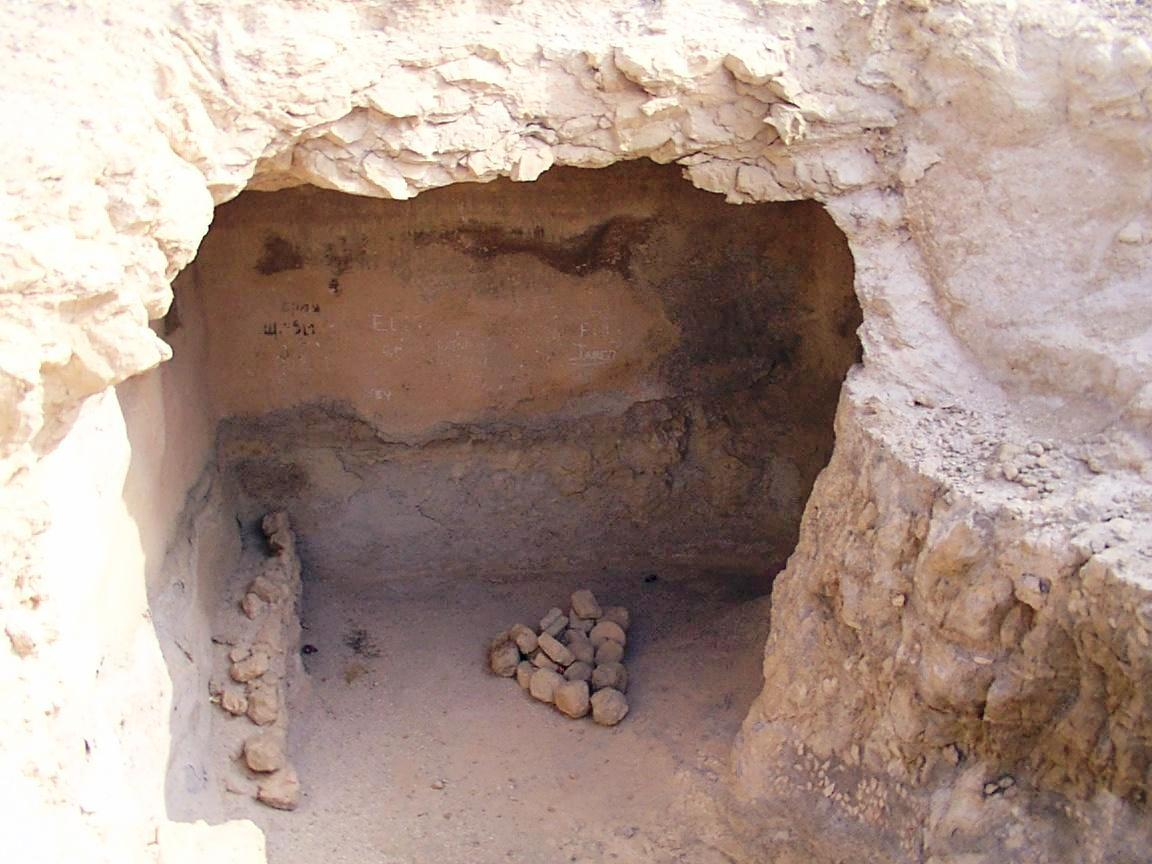
Wnęka, pełniąca prawdopodobnie funkcję genizy w twierdzy Masada

Geniza (hebr. גניזה, schowek) – w judaizmie specjalne pomieszczenie, schowek, rodzaj składnicy, w którym umieszcza się zniszczone, nieużywane bądź wycofane z obiegu święte księgi. Konieczność istnienia takiej składnicy wynika z ogromnego szacunku, którym Żydzi otaczają teksty święte tj. Tanach, księgi liturgiczne i modlitewniki, ze względu na obecność w nich imienia Boga.
Zniszczonego zwoju Tory nie wolno wyrzucić, ale należy sprawić mu pogrzeb lub umieścić właśnie w genizie, którą posiadają niektóre synagogi. Zawartość genizy także powinna być pogrzebana po pewnym okresie. Takim uroczystościom towarzyszy specjalny ceremoniał pogrzebowy. W genizach często składano także księgi uznane za heretyckie. We wczesnym średniowieczu w synagogach Bliskiego Wschodu, w genizach umieszczano teksty uznane za niekanoniczne, a także liczne apokryfy judeochrześcijańskie oraz literaturę midraszową.
Szczególnie znana jest geniza kairskiej synagogi Ben Ezry, tzw. geniza kairska, odkryta w 1864 przez Jakuba Saphira, litewskiego rabina i podróżnika. Geniza ta była badana od roku 1897 przez Salomona Schechtera, który odkrył wiele cennych tekstów religijnych m.in. Dokument z Cambridge – list nieznanego Chazara konstantynopolitańskiego do Hasdaja ibn Szapruta oraz tzw. Dokument Damasceński, który rzucił pierwsze światło na wspólnotę, którą poznano później lepiej dzięki rękopisom z Qumran. Podobnego odkrycia dokonał także uczony karaimski Abraham Firkowicz w synagodze w Kaffie na Krymie. W Polsce geniza znajduje się m.in. na strychu krakowskiej synagogi Remuh.